# 西川和久
西川 和久（にしかわ かずひさ、1962年11月1日 - ）は、ソフトウェア開発者、ライター、カメラマン。株式会社シー・エフ・コンピューティング代表取締役。
パソコン通信の時代からプログラマーとして活動し、DOS/V拡張画面表示ドライバ「DOS/Vスーパードライバーズ」や英語版Windows 3.x日本語化キット「Win/V」などの開発を手がけた。
その後も、汎用ソーシャルネットワークサイト「communication portal blue」の開発等を手がける傍ら、コンピュータやデジタル関連のライターとしてパソコン雑誌やIT系ニュースサイトに寄稿していた。
デジタル関連のライター活動をやっている関係でデジタルカメラに触れたことで写真を撮るようになり、その後デジタルカメラ専門のカメラマンとしても活動するようになった。かつてはグラビアアイドルなどの女性ポートレートを中心としてグラビアサイトへの寄稿や、デジタルカメラの解説書やレビュー記事の執筆をしていた。またアイドルの写真集やDVDのスチル写真、「うらたん」で風俗嬢やAV女優のヌード撮影を手がけた事もある。

## 主な著書
写真集
- vibes KAORI写真集
- BODY HEAT 堀口としみ1st写真集
- Passion Fruits 相馬茜写真集
- Honey 岡倉あゆ写真集
- たわわ 岡倉あゆ写真集

解説書
- 500万ユーザーのためのウインドウズ95のウソとホント
- できるデジタルカメラIXY DIGITAL対応版
- 西川和久のデジカメ&フォトショップスーパーテクニック
- プライベートデジフォトテクニック Win&Mac Photoshopでレタッチ!